# Йовчев, Георгий
Георгий Иванов Йовчев (болг. Георги Иванов Йовчев; род. 9 мая 1950 года, София, Болгария) — болгарский религиозный деятель, католический епископ.

## Биография
Среднее образование получил в профессиональной школе сельского хозяйства.
Богословское образование получил в Папском Восточном институте в Риме.
9 мая 1976 года рукоположен в священники.
6 июля 1988 года назначен апостольским администратором Софии и Пловдива и титулярным епископом Ламфуа. 31 июля 1988 года рукоположен в епископы.
С 13 ноября 1995 года — епископ Софии и Пловдива.
В 2012 году обвинён в том, что в 1987 году был завербован болгарской госбезопасностью. Епископ назвал все эти обвинения клеветой.
16 июля 2025 года Папа Лев XIV принял отставку епископа Йовчева с поста епископа Софии и Пловдива

## Награды
- Большой крест ордена pro Merito Melitensi (Мальтийский орден, 2009 год)[3].